# Traité de Washington (1871)
Pour les articles homonymes, voir Accords de Washington.
 (mai 2021).
La mise en forme du texte ne suit pas les recommandations de Wikipédia : il faut le « wikifier ».
Les points d'amélioration suivants sont les cas les plus fréquents. Le détail des points à revoir est peut-être précisé sur la page de discussion.
- Les titres sont pré-formatés par le logiciel. Ils ne sont ni en capitales, ni en gras.
- Le texte ne doit pas être écrit en capitales (les noms de famille non plus), ni en gras, ni en italique, ni en « petit »…
- Le gras n'est utilisé que pour surligner le titre de l'article dans l'introduction, une seule fois.
- L'italique est rarement utilisé : mots en langue étrangère, titres d'œuvres, noms de bateaux, etc.
- Les citations ne sont pas en italique mais en corps de texte normal. Elles sont entourées par des guillemets français : « et ».
- Les listes à puces sont à éviter, des paragraphes rédigés étant largement préférés. Les tableaux sont à réserver à la présentation de données structurées (résultats, etc.).
- Les appels de note de bas de page (petits chiffres en exposant, introduits par l'outil «  Source ») sont à placer entre la fin de phrase et le point final[comme ça].
- Les liens internes (vers d'autres articles de Wikipédia) sont à choisir avec parcimonie. Créez des liens vers des articles approfondissant le sujet. Les termes génériques sans rapport avec le sujet sont à éviter, ainsi que les répétitions de liens vers un même terme.
- Les liens externes sont à placer uniquement dans une section « Liens externes », à la fin de l'article. Ces liens sont à choisir avec parcimonie suivant les règles définies. Si un lien sert de source à l'article, son insertion dans le texte est à faire par les notes de bas de page.
- La présentation des références doit suivre les conventions bibliographiques. Il est recommandé d'utiliser les modèles {{Ouvrage}}, {{Chapitre}}, {{Article}}, {{Lien web}} et/ou {{Bibliographie}}. Le mode d'édition visuel peut mettre en forme automatiquement les références.
- Insérer une infobox (cadre d'informations à droite) n'est pas obligatoire pour parachever la mise en page.

Pour une aide détaillée, merci de consulter Aide:Wikification.
Si vous pensez que ces points ont été résolus, vous pouvez retirer ce bandeau et améliorer la mise en forme d'un autre article.

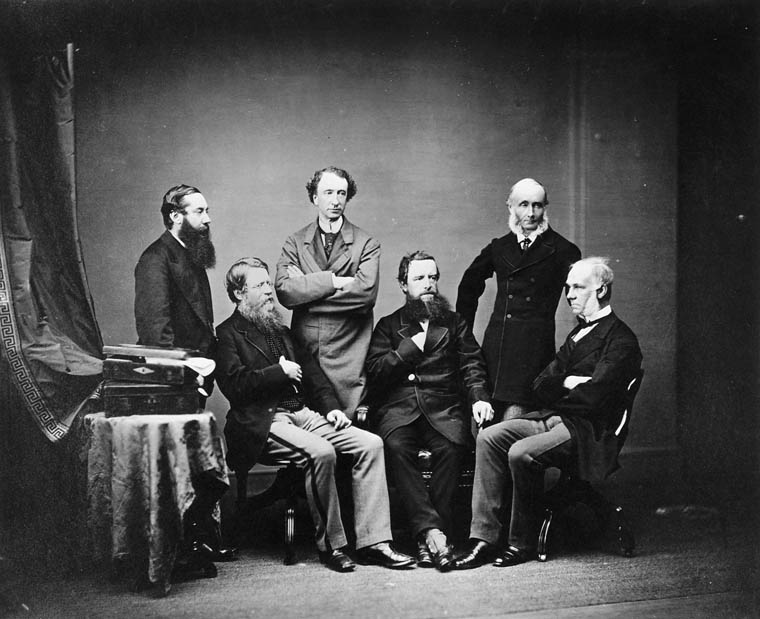
Les hauts-commissaires britanniques au traité de Washington. Debout, de gauche à droite : Charles Abbott, John A. Macdonald, et Montague Bernard. Assis, de gauche à droite : Stafford Northcote, George Robinson, et Edward Thornton.

Le traité de Washington est un traité entre le Royaume-Uni et les États-Unis pour régler les divers différends entre les deux gouvernements, principalement ceux évoqués au cours des réclamations de l'Alabama.

## Contexte

### Relation entre les États-Unis et le Royaume-Uni (avant le traité)
Les relations entre les États-Unis et le Royaume-Uni sont déjà importants avant les événements du traité de Washington. Au tout début des États-Unis, sous le nom des Treize colonies, ceux-ci représentent une vaste colonie britannique au sein des Amériques. Cependant, avec le mouvement des révolutions à la fin du xviiie siècle, les Treize colonies se détachent de la Grande-Bretagne pour devenir un pays indépendant. Certes, leur lien s’est maintenu longtemps après sur une base économique, mais les États-Unis ont connu un siècle difficile. Parmi ces difficultés, on peut observer un lien commun autour de la question du territoire. Par exemple, en 1839 éclate la guerre d’Aroostok, qui n’a pas provoqué d’événements sanglants. Elle consiste en une intrusion systématique au bord de l’État du Maine aux États-Unis par des bûcherons canadiens.
L’autre problème de territoire en lien avec la Grande-Bretagne se situe dans le partage du territoire de l’Oregon. En effet, la construction de forts proche de la piste de l’Oregon amène les Britanniques à s’inquiéter pour leur possession de ce territoire. Puis, la nomination du président américain James Polk, en 1844, vient accentuer cette inquiétude puisq'il a prévu dans son mandat de prendre complètement possession du territoire de l’Oregon. Plusieurs autres cas de conflits éclatent avant le traité de Washington.
Sous la doctrine de Monroe, les Américains essaient de contester la tentative d’expansionnisme des Britanniques sur le territoire d’Amérique centrale. Le Royaume-Uni tente de créer un chemin transocéanique en perçant l’isthme de Panama. Ceci aboutit à un autre traité en 1850 où les protagonistes concluent que personne ne peut influencer de l’extérieur la tentative d’un chemin transocéanique. Enfin, dans une dernière tentative d’expansionnisme, les Britanniques tentent de transformer les îles de la Baie en l’une de ses colonies. Ceci vient rajouter les dernières gouttes d’huiles sur le feu et vient enflammer les États-Unis. Quelques coups de feu sont lancés contre les établissements côtiers des îles britanniques. Après plusieurs interventions, les Britanniques renoncent à leur propriété des îles en 1860.
Le dernier élément important qui précède la mise en en place du traité de Washington est la relation entre le Royaume-Uni et les États-Unis durant la guerre de Sécession. Cela permit de créer un ressentiment assez grand contre les Britanniques du côté américain. En ordre chronologique, voici brièvement les différents événements qui lient les deux pays. En premier, de 1861 à 1863, il y a l’affaire du Trent et du Chesapeake. Puis, le navire Alabama, qui est un élément principal du traité de Washington, coule plusieurs navires américains dans une traite entre le nord des États-Unis et la Grande-Bretagne. L’Alabama est un bateau construit à Birkenhead, en Angleterre, et donné aux États confédérés lors de la guerre de Sécession
En plus du corsaire, les Britanniques donnèrent le droit aux Confédérés de faire des escales dans les ports coloniaux britanniques pour s’approvisionner et pour réparer les bateaux. Le problème était que les Britanniques avaient signé le British Neutrality Act, qui interdisait au pays de participer ou d’aider et donc de fournir des bateaux de guerre aux Confédérés. Ce navire a coulé de nombreux bateaux de commerce. C'est la raison principale pour laquelle les États-Unis décident de mettre fin en 1866 au traité de réciprocité de 1854.
Enfin, il y a la présence des conspirationnistes du Sud, qui mènent leurs opérations à partir du Canada, dont deux raids contre les États-Unis. Ils sont des patriotes irlandais qui ont émigré aux États-Unis. À la fin de la guerre civile, de 1866 à 1871, les Féniens ont pour but de conquérir le Canada pour le redonner à l’Empire britannique en échange de l'indépendance de l'Irlande. Les membres de ce groupe ont participé à la guerre de Sécession et sont en colère contre les Britanniques. Plusieurs attaques au cours de ces années ont lieu. Par exemple, après l’échec de la bataille de Ridgeway, ils tentent de traverser la frontière d’Huntingdon (Québec) mais sont rapidement rattrapés par les troupes canadiennes et britanniques, et les Féniens rebroussent chemin et se font capturer à Pigeon Hill. Ces raids démontrent après plusieurs raids que le Canada ne possède pas une excellente défense militaire, ce causera une restructuration de la milice. Ces nombreuses attaques contre les États-Unis mènent à la fin du traité de réciprocité en 1866.

### Le Canada et le Royaume-Uni durant le traité
Commence en 1867 la Confédération canadienne, qui proclame la légitimité du Canada en tant que pays et non comme une colonie britannique. Cependant, le Canada reste sous le joug de la couronne britannique, notamment pour les relations internationales. Ainsi, le Canada devient un dominion en rassemblant la province du Canada, le Nouveau-Brunswick et la Nouvelle-Écosse. Pendant la discussion du traité de Washington, le Canada est invité à participer comme représentant britannique. Parmi ses ambassadeurs, on peut retrouver John A. Macdonald, le premier ministre du Canada. Dans le traité, les Britanniques et les Américains convient qu’au niveau des pêches, ils sont prêts à rouvrir le traité de réciprocité pendant dix années.
Durant cette décennie, les États-Unis se devaient de faire un libre-échange au niveau des pêches et des huiles et même compenser un certain montant. Le Canada est en désaccord avec les ententes prises par les représentants britanniques. En effet, Macdonald reproche d’avoir fermé la possibilité d’ouvrir le marché américain. Cela représente bien la situation du Canada après la Confédération. Faisant partie encore de l'empire Britannique, les acteurs canadiens peuvent participer aux ententes les concernant, mais la décision reste prise en majorité par la métropole britannique en fonction de ses propres intérêts.

## Termes
Amorcé en 1871, le traité de Washington se déroule entre le Canada, le Royaume-Uni et les États-Unis. Chaque pays se présente avec une série de réclamations visant à régler différents enjeux. Ainsi, les différents partis délibèrent au sujet des demandes d'indemnité des États-Unis en raison des pertes subies à la suite des déprédations commises par l’Alabama, la question de la possession des iîles San Juan, dans le détroit de Géorgie ; la reprise de la pêche par les Américains sur les côtes du Canada et de Terre-Neuve ; et le dédommagement du Canada à la suite des raids des Féniens .

### Demandes d'indemnités des États-Unis
L’Alabama à lui seul causa 15 millions de dollars en dommages ; une augmentation significative des primes d'assurance, qui a ruiné plusieurs négociants américains ; des pertes matérielles ; et des pertes humaines. Les États-Unis se sont donc présentés à Washington en 1871pour recevoir une compensation pour les dommages causés par l’Alabama.

### La pêche sur les côtes du Canada et de Terre-Neuve
En 1854, le traité de réciprocité entre les États-Unis et le Canada stipulait que chaque partie pouvait pêcher dans les eaux territoriales de l’autre. En échange du droit de pêcher en eaux canadiennes, les États-Unis ont réduit de 21% les douanes sur les importations de ressources naturelles. Profitable pour les deux pays, le traité fut tout de même abrogé par les États-Unis en 1866. Ainsi, conscient des avantages que procurent la pêche en eaux canadiennes, les États-Unis ont remis d’actualité ce sujet lors des négociations du traité de Washington en 1871.

### La possession des Îles San Juan dans le détroit de Géorgie
Les Îles San Juan sont un archipel situé entre l'île de Vancouver et le territoire de Washington. Résultant du partage du territoire de l’Oregon en 1869, la frontière de ces îles était contestée. Comme le Canada et les États-Unis se disputent le territoire, ils doivent faire appel à un arbitre neutre pour se prononcer officiellement sur la question. En ce qui concerne les raids des Féniens, le Canada juge qu’il a droit à une compensation pour les dommages qui lui ont été infligés. Le pays tente donc d’inclure ce point dans le traité de Washington malgré les protestations des États-Unis.

## Conséquences et résultats
Après de nombreuses délibérations entre le Canada, le Royaume-Uni et les États-Unis, les pays en sont venus à un consensus. En ce qui concerne la question des indemnités de l’Alabama, les Britanniques et les Américains organisèrent un tribunal d'arbitrage, composé de cinq membres. Se déroulant à Genève en 1872, ils conclurent que 15,5 millions de dollars seraient donnés aux États-Unis en compensation. Après des négociations difficiles dans lesquelles Macdonald devait se défendre contre les Américains et les Britanniques pour protéger l’intérêt des Canadiens, les États-Unis obtiennent le droit de pêcher sur la côte canadienne pendant douze ans. En échange, ils concèdent la vente libre du poisson canadien sur le marché américain et un paiement de 5,5 millions de dollars. En ce qui concerne la possession des îles de San Juan, le problème est réglé par l’Allemagne. Ce pays européen sert d’arbitre et concède le territoire aux États-Unis.
Le traité de Washington permet un développement économique aux États-Unis pour une dizaine d’années. Ce traité permet de rembourser les nombreux bris faits à l’encontre des deux pays. Cependant, le traité, qui reste encore assez méconnu dans l’histoire du Canada, possède une grande importance dans l’évolution de la structuration militaire du pays. Dès que le Parti libéral du Canada d'Alexander Mackenzie prend possession du pouvoir au Canada, on voit une restructuration se faire. En 1876, le Collège militaire de Kingston ouvre ses portes et permet de former davantage de militaires. De plus, le traité de réciprocité permet au Canada de prendre conscience de sa place face aux Britanniques dans les décisions politiques, ce qui laisse le Canada se réaffirmer comme une nation pendant les années suivantes.